# Pferdeschwemme

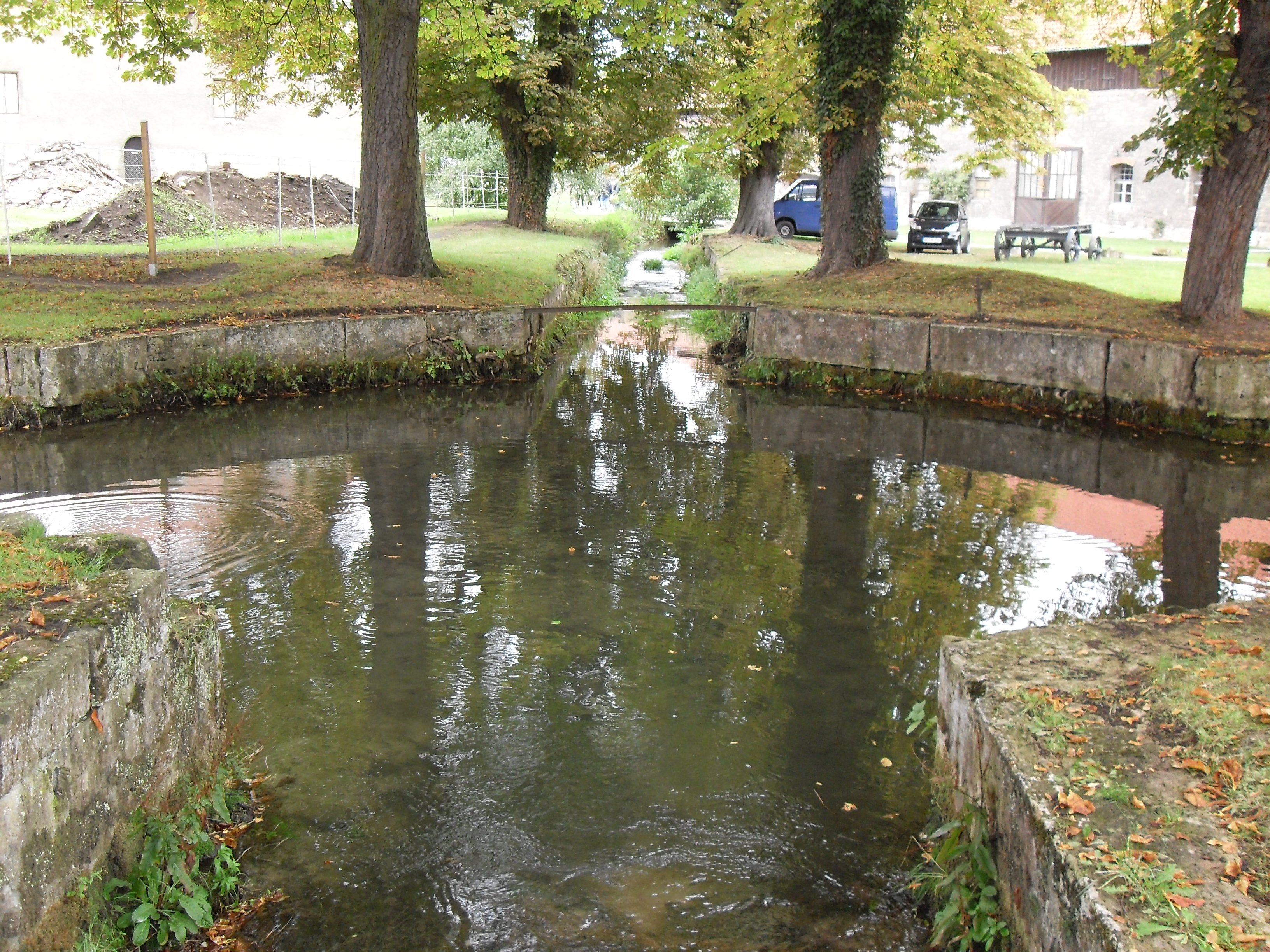
Pferdeschwemme an der Wabe auf dem Rittergut Lucklum

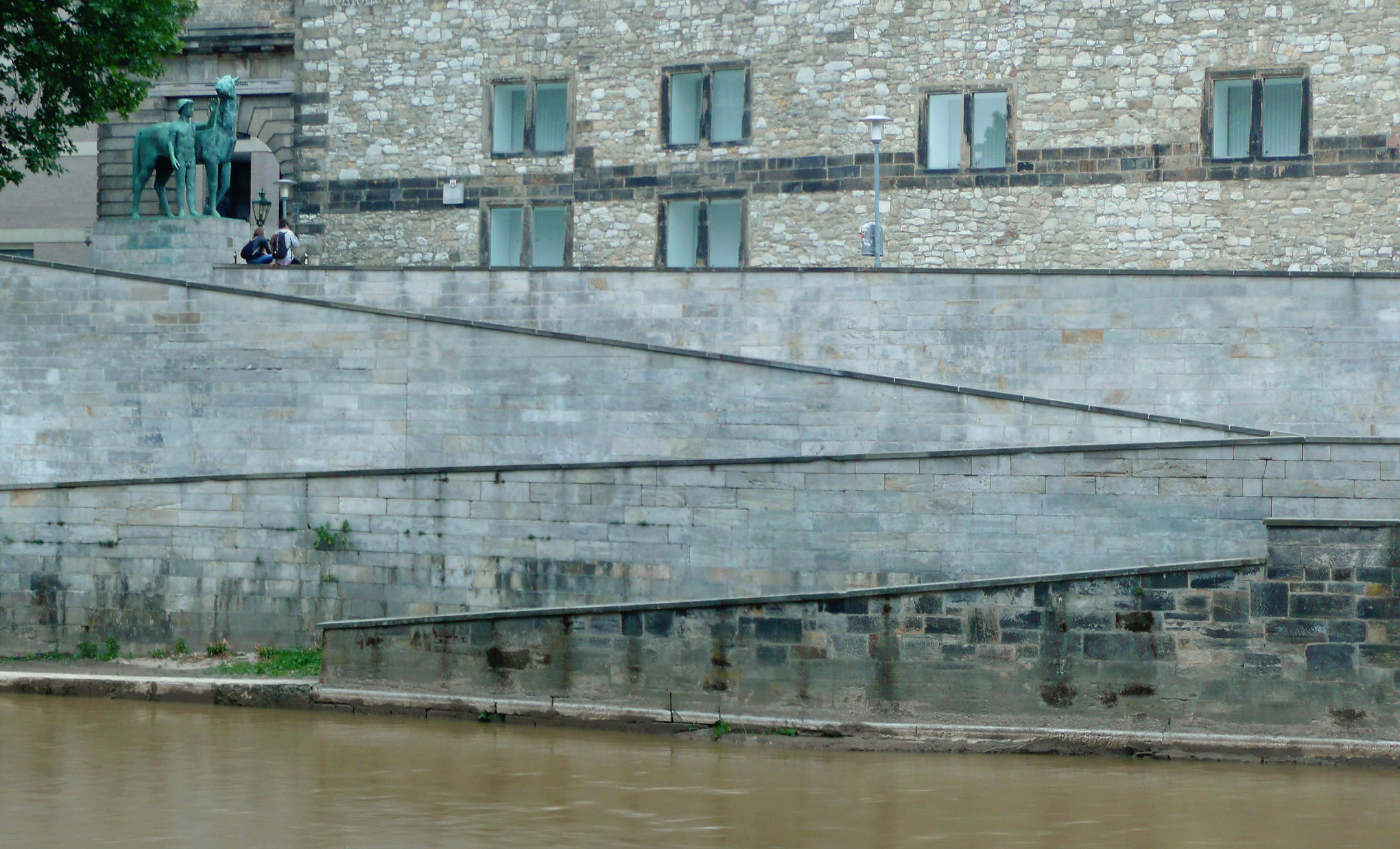
Ehemalige Pferdeschwemme an der Leine am Hohen Ufer in Hannover

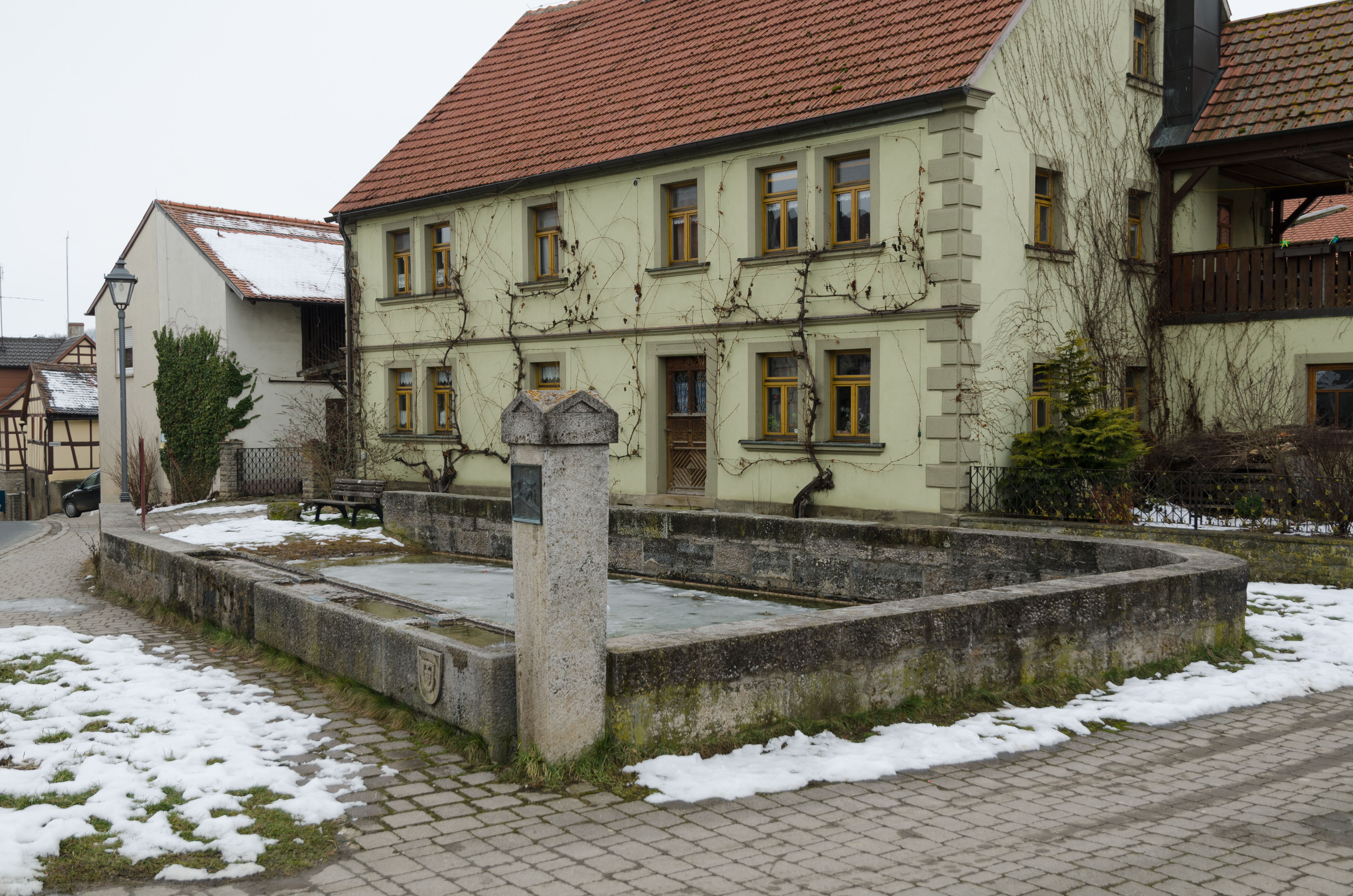
Intakte Weed in Ippesheim

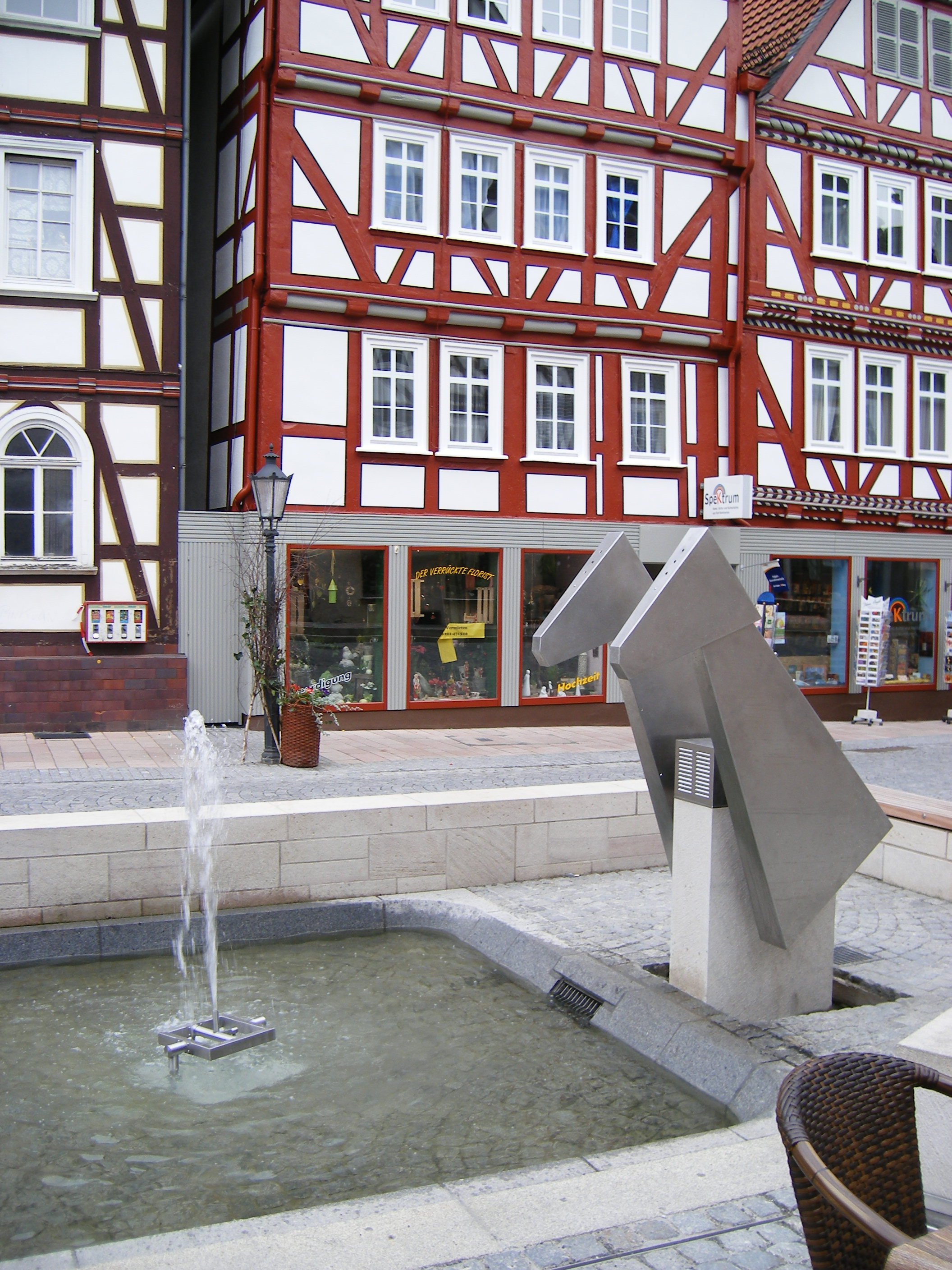
In Homberg (Efze): von der Schwemme zum Wasserspiel

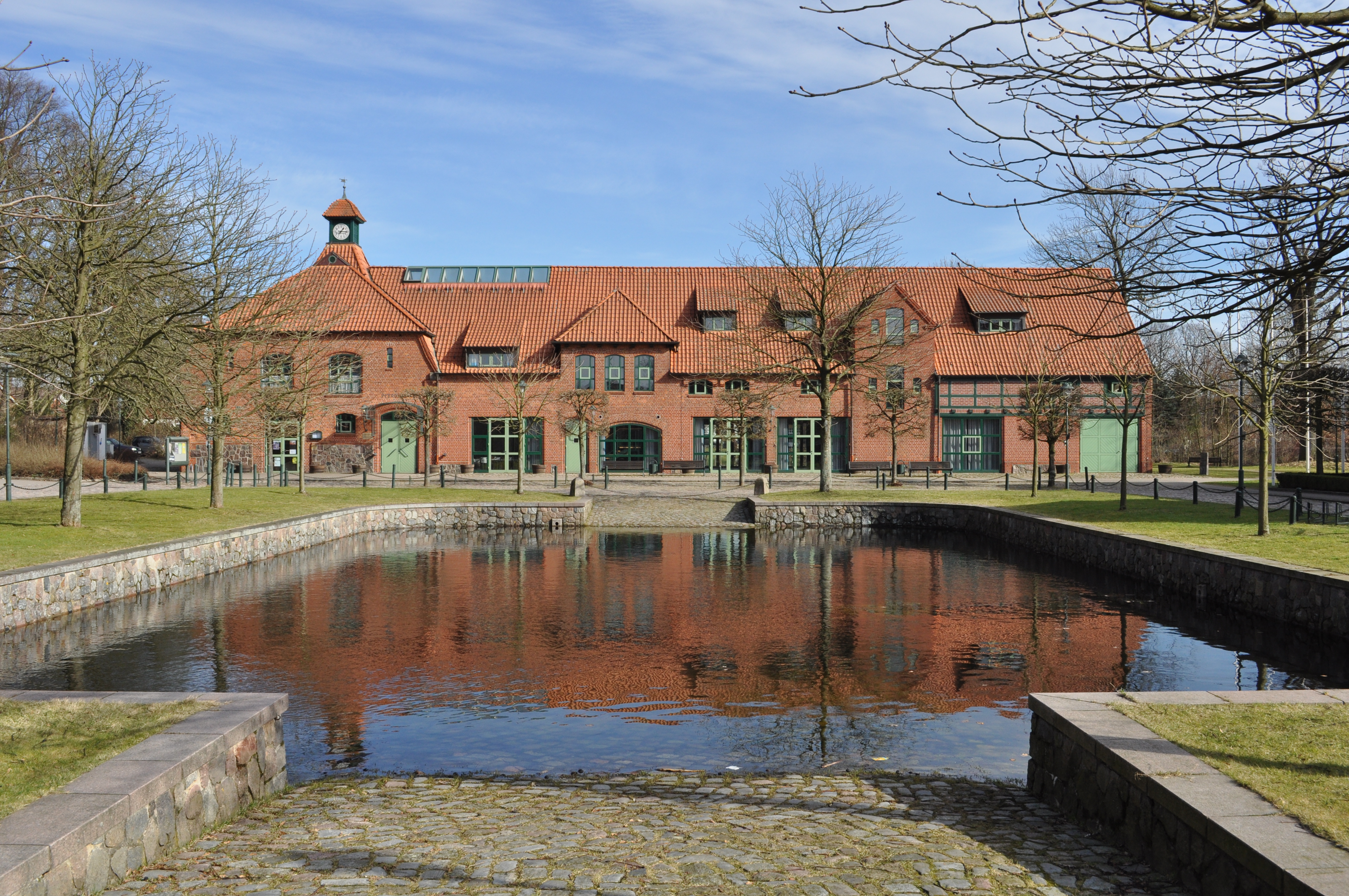
In Ammersbek: Dorfgemeinschaftshaus „Pferdestall“ mit einer intakten Pferdeschwemme.

Eine Pferdeschwemme oder Rossschwemme, auch Weed oder Wette (süddt.) genannt, war eine Stelle in einem Fluss, Bach oder Teich oder eine große Quellfassung, an der Pferde und andere Zugtiere nach der Arbeit ins Wasser geführt, gesäubert und getränkt werden konnten. Im Sommer wurden die erhitzten Pferde in der Schwemme abgekühlt.

## Geschichte

### Beschreibung
Die Schwemmen bzw. Wetten wurden an ortsnahen Fließgewässern, Teichen oder größeren Quellfassungen angelegt. Ihr Untergrund war meist gepflastert, damit der Boden beim Betreten durch die Tiere nicht aufgewühlt und so das Tränken beeinträchtigt wurde. Beim Zugang zum Wasser befand sich in der Regel eine Vorrichtung zum Anbinden der Pferde oder anderer Zugtiere. Meist dienten die Wetten zugleich als Löschwasserteich.

### Etymologische Herleitung
In Süddeutschland und der Schweiz kennt man den erstmals im fränkischen und wenig später auch im alemannischen Sprachraum nachgewiesenen Ausdruck „Wette“, nördlicher auch Weed oder flämisch Wedde, ein Wort, das ursprünglich die Schwemme und später auch Löschwasserreservoire bezeichnete. Laut Kluge ist es „eine Ableitung von wetten, das heißt ‚Tiere in die Schwemme treiben‘, was seinerseits eine Ableitung von waten ist. Wetten heißt somit wörtlich jemanden oder etwas waten machen, es zu Schwemme und Tränke führen. Dazu ahd. wati (fem.), das aus abstr. ‚Schwemmung, Tränkung (des Viehs)‘ in die örtliche Bedeutung Wasserbehälter, wo das geschieht, übergeführt wurde“.

### Orts- und Gewässernamen als Hinweis auf ehemalige Pferdeschwemmen
Viele Gewässer, die als Pferdeschwemme genutzt wurden, tragen die Silbe Ross in ihrem Namen; so etwa der Rossneckar in der Pliensauvorstadt. Auch der Rosenbach auf der Gemarkung Neckarbischofsheim trug ursprünglich den Namen Rossbach, weil er wohl als Pferdeschwemme genutzt wurde. Der Name der böhmischen Gemeinde Koněprusi bedeutet wörtlich übersetzt Pferdeschwemme; ebenso leiteten sich davon die in Mähren vorkommenden Ortsnamen Prusy und Prusinovice ab. Dasselbe gilt für die häufigen Orte namens Marbach, da die Vorsilbe Mar- wie beim Marstall meist von Mähre als Synonym für Ross kommt.
Auf ehemalige Pferdeschwemmen weisen auch die häufig überlieferten Namensbestandteile Wed, Weed, Wett und Wette hin, zum Beispiel: Bei der Wette, Wettebrunnen, Wetteplatz, Wettegraben, Wettbach oder Weedgasse bzw. An der Alten Weed in Bad Windsheim und Wed in Frankfurt-Höchst.

### Rückbau und Relikte
In einem Leserbrief vom 17. Februar 1841 äußerte sich ein anonymer Eisenberger Bürger im Eisenberger Nachrichtsblatt über die geplante Umgestaltung der Pferdeschwemme im Ortszentrum. Die Pläne scheinen darauf hinzudeuten, dass man hier vom ursprünglichen Verwendungszweck des Gewässers abgekommen und nur noch bestrebt war, ein Löschwasserreservoir zu erhalten. Ein ähnliches Los erlitt 1925 die Pferdeschwemme bei Gramatneusiedl.
Überreste einer vermutlich mittelalterlichen Pferdeschwemme wurden 2006 auf der Cadolzburg freigelegt. Erhalten sind die Pflasterung am Grund, die aus Sandsteinen besteht, sowie Abdichtungen aus Lehm und Beckenmauern. Das früheste Zeugnis über diese Pferdeschwemme ist eine Skizze des Landgrafen Moritz von Hessen. Die Schwemme behielt ihr ursprüngliches Aussehen wohl bis zum Ende des 19. Jahrhunderts bei; später wurde sie als Löschwasserteich genutzt und schließlich, nach Abbruch der Umfassungsmauern, mit Erde verfüllt.
Am Markgröninger Wetteplatz ist die im Mittelalter ausgemauerte Schwemme noch erhalten. Die etwa zwölf mal fünf Meter große Wette wurde im 19. Jahrhundert allerdings durch ein Gewölbe überspannt und mit einem eingehausten Treppenabgang versehen. Fortan wurde sie als Löschwasserreservoir und Brunnen mit Schwengelpumpe genutzt (siehe Bild).

## Pferdeschwemmen und Kunst

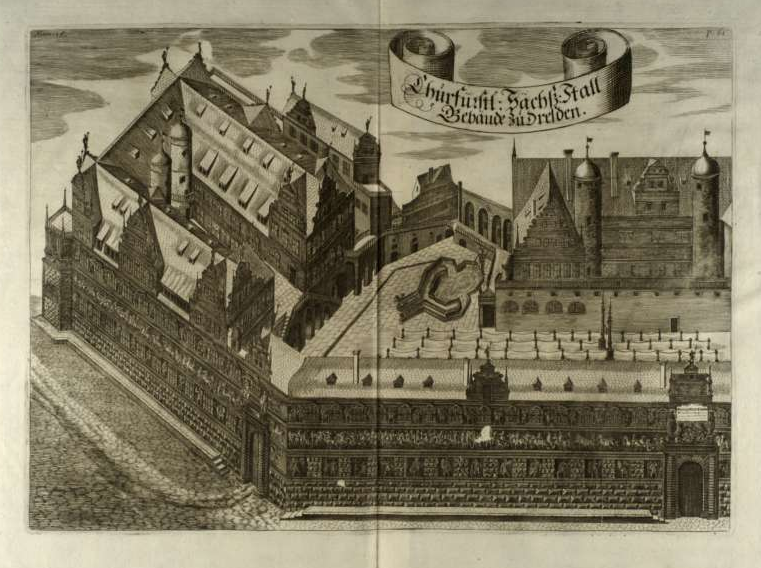
Stallhof mit Pferdeschwemme Dresden 1587
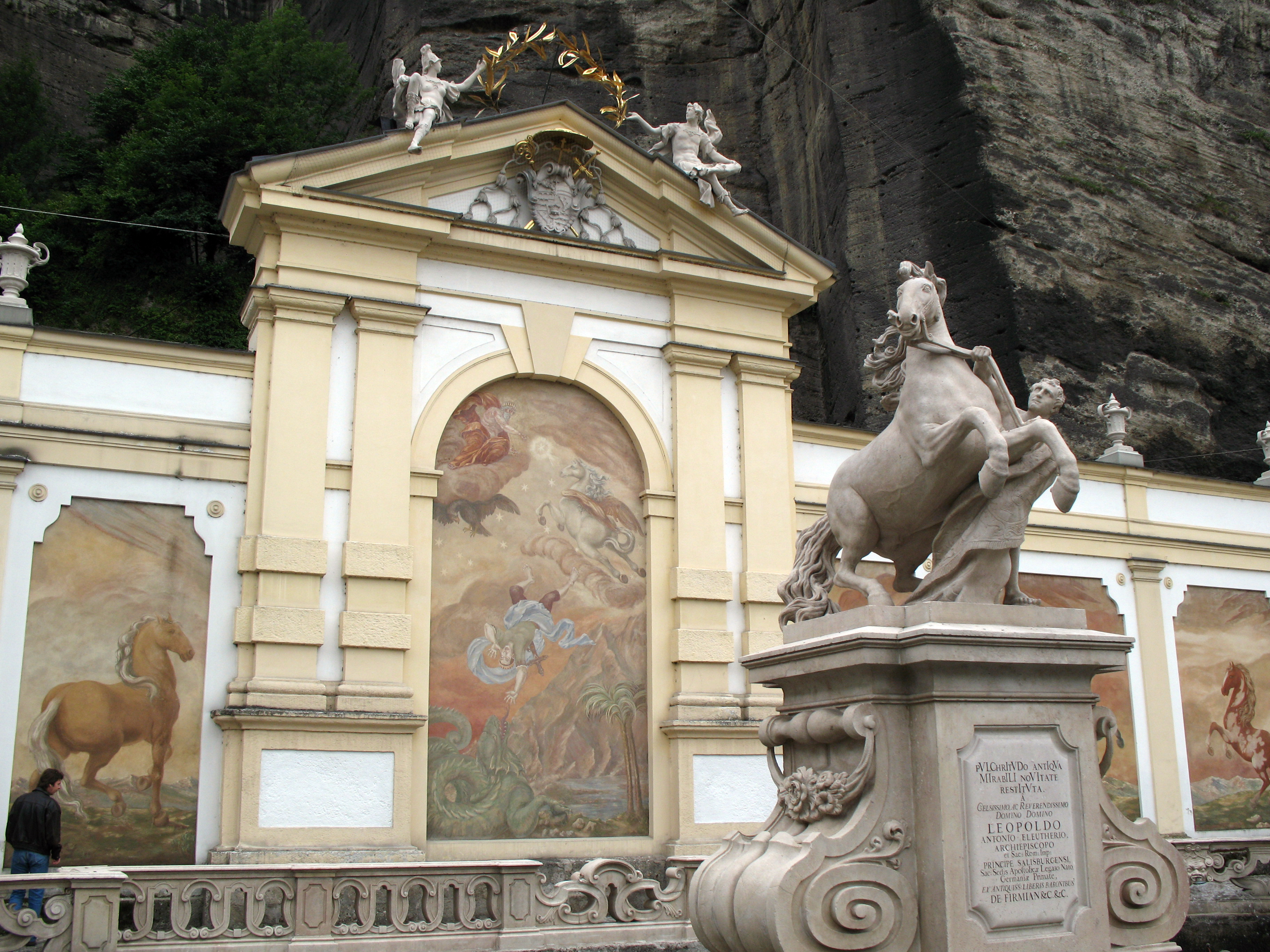
Der „Rossebändiger“ der Marstallschwemme in Salzburg
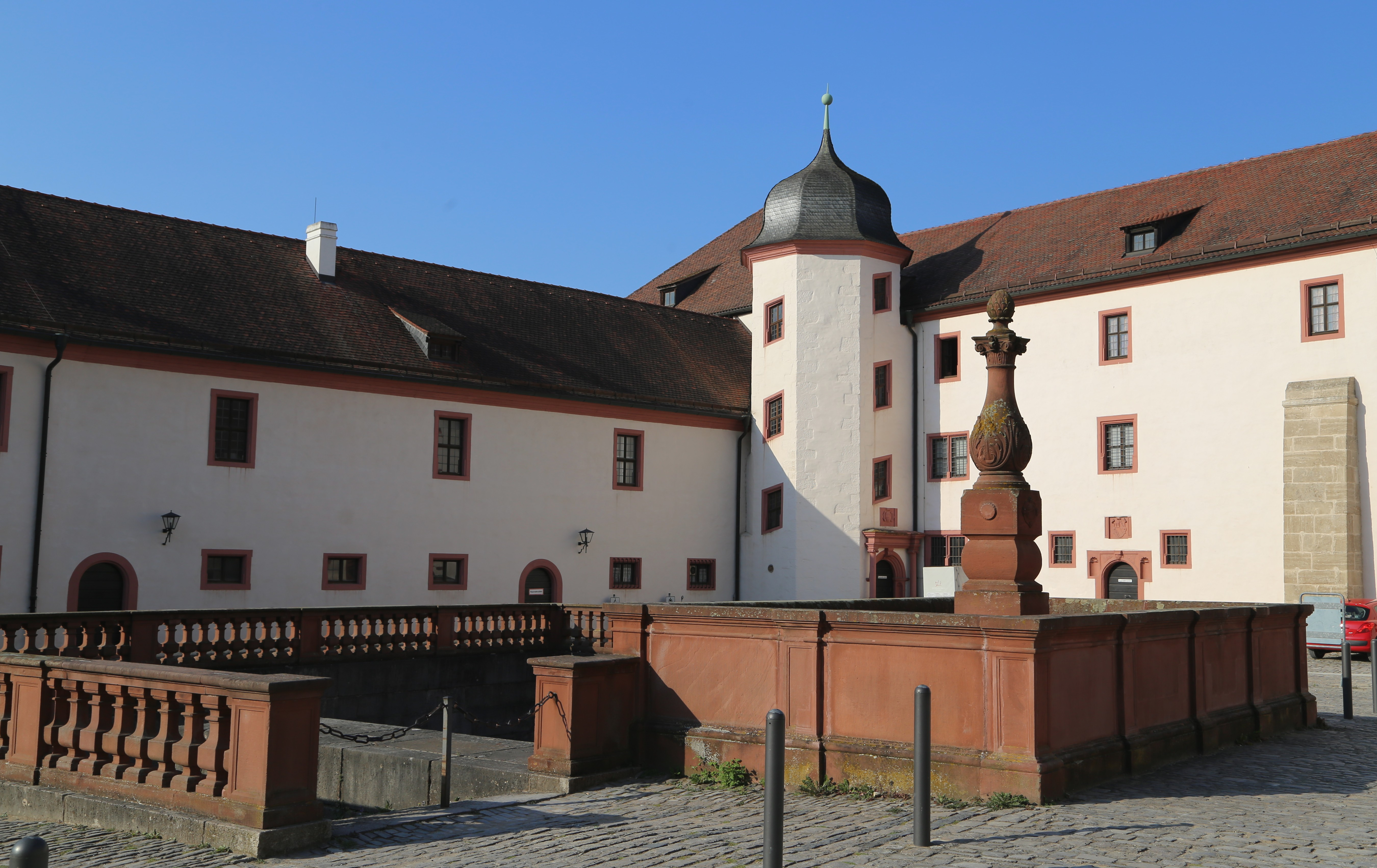
Festung Marienburg Würzburg, Pferdeschwemme um 1600
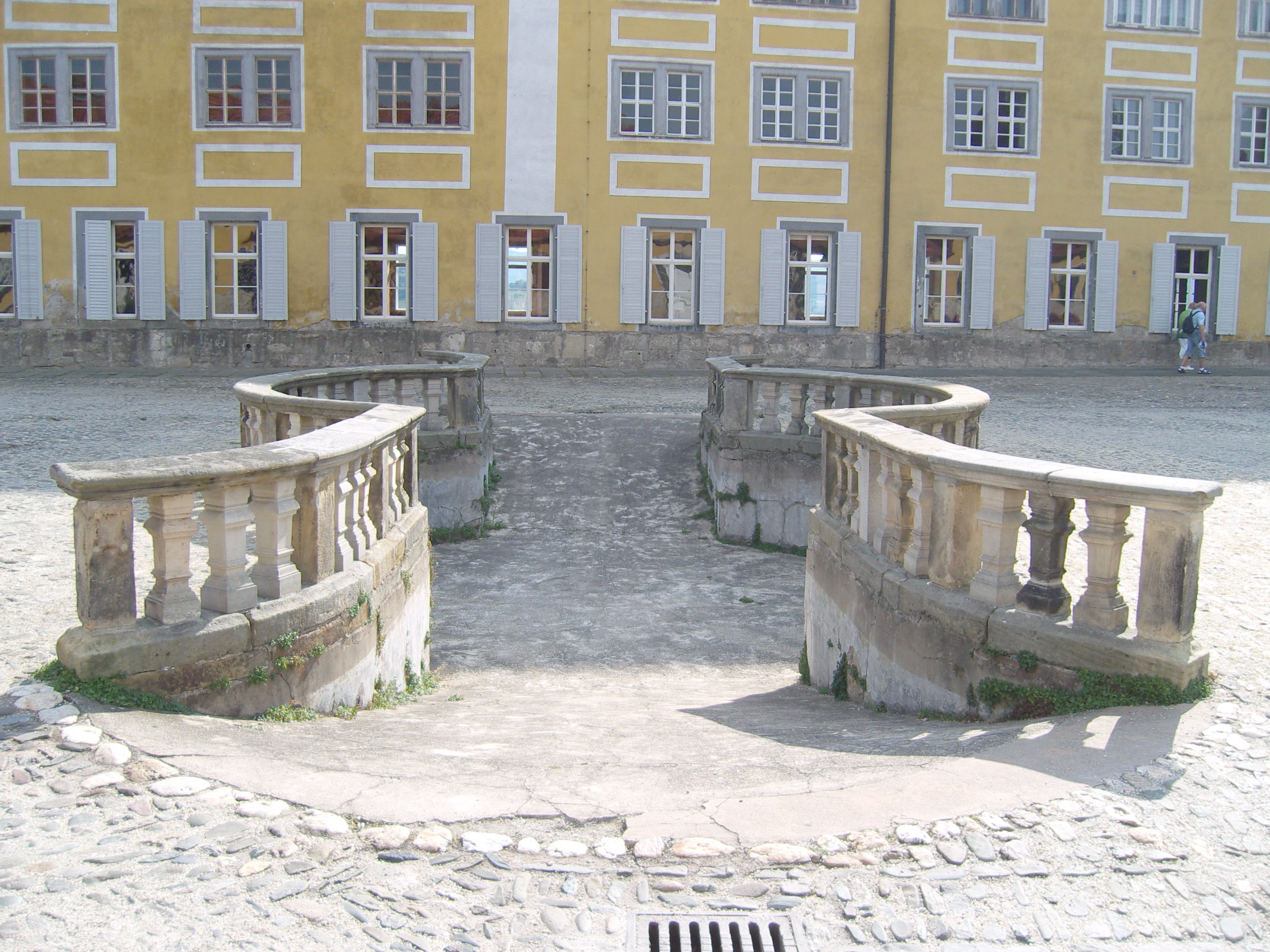
Heidecksburg, Rudolstadt Pferdeschwemme
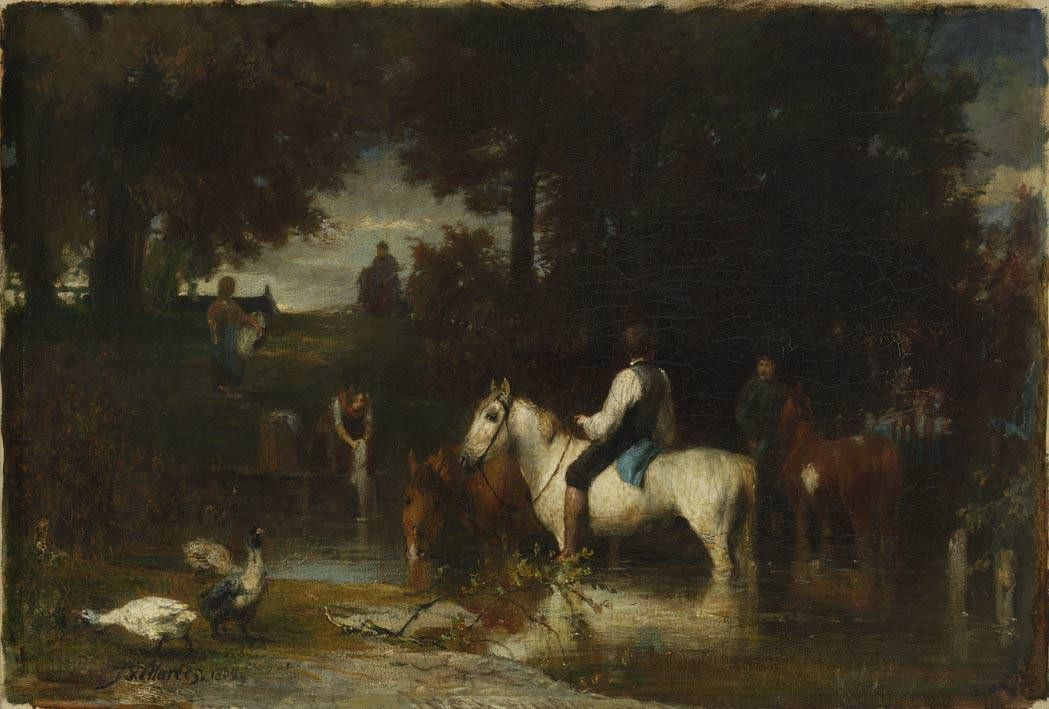
Hans von Marées (1864): Die Schwemme, Sammlung Schack

Im Kontext von Stallanlagen an Residenzsschlössern wurden in Europa ab dem 16. Jahrhundert Pferdeschwemmen in aufwändigerer architektonischer Gestaltung zum Teil mit Skulpturenschmuck errichtet. Die üblicherweise einfachere rechteckige Form mit Ein- und Ausritt in einer Achse wurde zunehmend deutlich komplizierter gestaltet. Ein herausragendes Beispiel ist die 1587 fertiggestellte Pferdeschwemme im Stallhof Dresden nach einem Entwurf von Paul Buchner. Sie wies ursprünglich einen fast kleeblattförmigen Grundriss mit innenliegenden Laufgängen auf. Am Kopfende der Schwemme befand sich auf einer steinernen Säule eine Skulptur Samsons, der dem Löwen das Maul aufreißt, welches als Wasserspeier fungiert. Seitlich flankierten  Hippokampen den Ein- und Ausritt. Ein derartiges Ensemble vereinte die praktische Nutzung und die Aufgabe der Erhöhung des Decorums im Rahmen des Residenzkomplexes. Anton Weck konstatierte 1682: dass sie der Zierlichkeit wegen / von Frembden eher für eine Fontain oder stattlichen Springbrunnen / zu einem vornehmen Bade / als für dergleichen / worzu es gewiedmet / angesehen werden solte.
Während der Barockzeit wurden Pferdeschwemmen zunehmend häufiger künstlerisch ausgestaltet. In Altenburg z. B. wurde die im Schlosshof befindliche Pferdeschwemme im 17. Jahrhundert mit einer Neptunstatue, auf einer Säule stehend, geschmückt.
Die barocke Salzburger Marstallschwemme stammt aus dem späten 17. Jahrhundert und ist mit der Skulptur eines Pferdebändigers von Bernhard Michael Mandl und heute mit Seccomalerei von Franz Anton Ebner (aus der Mitte des 18. Jahrhunderts) ausgestaltet. Die Pferdeschwemme auf Schloss Heidecksburg in Rudolstadt wurde in den 1740er Jahren erbaut und weist eine mit Balustraden eingefasste ungewöhnliche abgerundete Form auf.
Künstlerisch gestaltet wurde das Thema Pferdeschwemme auch z. B. von Hans von Marées in seinem Gemälde Die Schwemme von 1864, von Constantin von Mitschke-Collande in seinem Gemälde Pferdeschwemme, das 1926 auf der Internationalen Kunstausstellung in Dresden zu sehen war, oder von Arthur Illies in einer Aquatintazeichnung.
In der Regel waren Pferdeschwemmen eher Einrichtungen des täglichen Gebrauchs – ein typisches Beispiel zeigt etwa eine Fotografie aus dem Frankfurter Stadtteil Ginnheim aus dem Jahr 1911. sowie die 1718 erstmals erwähnte und noch intakte Schwemme im mittelfränkischen Ippesheim.

## Wiederherstellung und Neubau
Heute werden manche Pferdeschwemmen in ihren alten Zustand zurückversetzt, so auch beim Lenné-Park in Gorgast, oder wie in Homberg (Efze) zur Belebung der Altstadt zum Wasserspiel umgebaut. Gelegentlich werden Pferdeschwemmen neu angelegt, so zum Beispiel im Jahr 2004 am Rückersdorfer Badesee.

## Moderne Swimmingpools für Pferde

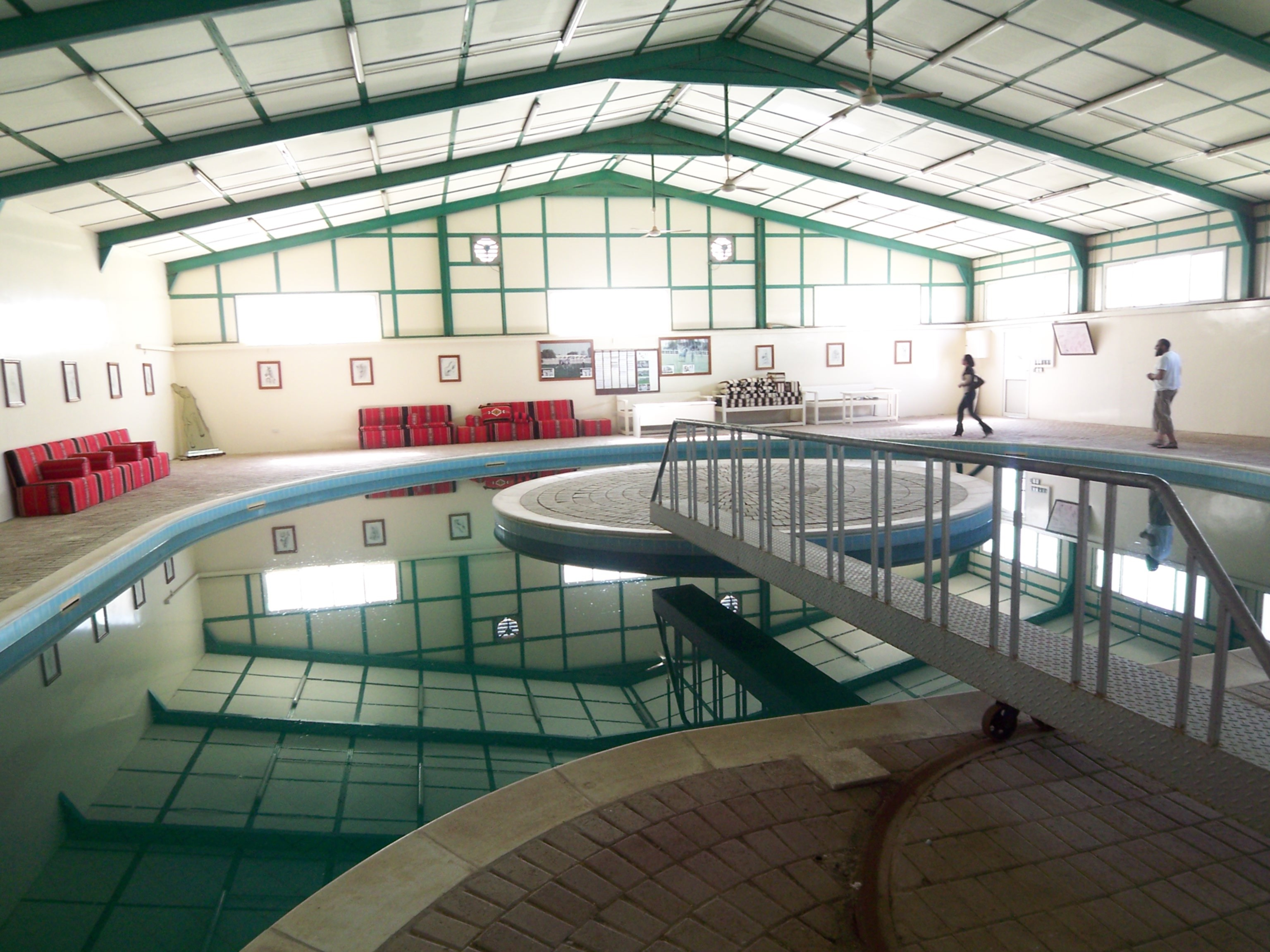
Moderner Pferdeswimmingpool in Katar

Pferdeschwemmen werden heute auch als Trainingseinrichtungen verwendet, um die Kondition von Pferden zu verbessern oder verletzte Pferde während der Rehabilitation zu unterstützen. Moderne Swimmingpools für Pferde sind große mit Wasser gefüllte Becken, mit einer rutschfesten Einlauframpe für die Pferde. Sie sind in der Regel so tief, dass die Pferde schwimmen müssen. Häufig findet man Pferdepools mit einem Durchmesser von 12 m und einer Tiefe von 3 m.

## Medizinischer Nutzen
Schwimmen stellt für das Pferd einen untypischen Bewegungsablauf dar. Das Pferd versucht, den Kopf aus dem Wasser zu halten und drückt dabei den Rücken durch. Aufgrund des Wasserdrucks können Lunge und Herz stark beansprucht werden. Überlastungen sollten vermieden werden. Bei Pferden mit instabilem Kreislauf kann es zu gesundheitlichen Schädigungen wie Aortaverletzungen oder Kollaps kommen. Positiv wirkt Schwimmtraining auf frisch operierte Pferde, da man Stehzeiten verkürzt, die Durchblutung anregt und die Wundheilung beschleunigt.
Während des Trainings kann die Trainingsintensität nicht beeinflusst werden, die Trainingsdauer ist variabel. Die Leistung der Pferde kann nicht gesteuert und kontrolliert werden. Aufgrund der Art-untypischen Schwimmbewegung kommt es nicht zur gezielten Belastung des gesamten Knochen-Muskel-Bänder- und Sehnenapparates, den das Pferd jedoch in seiner normalen Bewegungsart benötigt.
Sind Pools nur so voll, dass die Pferde noch laufen können, so kann hierbei ein gewisser Trainingseffekt erzielt werden. Das Pferd läuft kontrollierter gegen den Wasserwiderstand, was insbesondere der Konditionierung der Pferde dienen kann. Der Pool muss über einen rutschfesten Boden verfügen.